# Grégory Ascher
Pour les articles homonymes, voir Ascher.
Grégory Ascher, né le 4 juin 1976, à Bordeaux est un animateur de radio et de télévision. Il anime le Double Expresso sur RTL2 depuis septembre 2016, et fut notamment l'animateur de Bachelor, le gentleman célibataire sur NT1 pendant 2 saisons. Depuis septembre 2016, il travaille sur la chaîne de télévision L’Équipe où il est chroniqueur, puis présentateur de L'Équipe de Greg depuis 2021.

## Biographie

### À la radio
Après des débuts sur Radio Campus dans l'émission Mokshu Pataffiche, la radio universitaire bordelaise, et un passage de plusieurs années sur Wit FM où il anime notamment le 17h/19h, puis le Morning entre 5 h et 9 h durant deux saisons (il présente aussi différentes émissions sur le sport et le cinéma et s'occupe des interviews de la radio bordelaise), Grégory Ascher rejoint RTL2 en 2004, il y anime notamment le 9 h/ 13 h en semaine, poste qu'il occupe jusqu'au 24 août 2015.
Durant la saison 2015-2016 il crée et anime une nouvelle émission de 16h à 19h : #LeDriveRTL2,.
En septembre 2016, il se voit confier les commandes de la matinale de la station : Le Double Expresso de 6 h à 9 h avec successivement Arnaud Tsamere et Justine Salmon puis Justine Salmon seule et cesse d'animer le Drive,.
Il est aussi depuis 2008 responsable des Interviews Très Très Privées et des Concerts Très Très Privés de RTL2,.

### À la télévision
Grégory Ascher débute en octobre 2006 sur la chaîne JET TV où il assure la présentation de plusieurs jeux, dont le People Show, jeu qui a ouvert l'antenne de JET TV. [Lequel ?].
Après avoir quitté la chaîne en 2007, Grégory Ascher présente fin 2010 les World Series of Poker sur RTL9, en compagnie d'Alexia Portal et le World Poker Tour  aux côtés de Vanessa Hellebuyck. Il a aussi présenté les Brit Awards 2011 avec Vincent Mc Doom sur AB1.
De juin 2011 à décembre 2013, il présente le tirage du Loto sur France 2,.
Du 21 janvier au 11 mars 2013, il présente également la 4e saison de l'émission de téléréalité Bachelor, le gentleman célibataire en prime time sur NT1.
En septembre 2013, il anime l'émission digitale de Danse avec les stars sur MYTF1.
Du 24 février 2014 au 28 avril 2014, il présente une nouvelle saison du "Bachelor" (la deuxième sur NT1). La même année, en octobre il présente une spéciale Koh-Lanta sur MyTF1.
Il décide de quitter l'émission Bachelor en janvier 2015. Dès septembre 2015, il participe aux émissions de sport 20h Foot sur I-télé et Touche pas à mon sport !  sur D8. En décembre 2015, il co-anime avec Amélie Bitoun l'émission musicale 30 ans de tubes diffusée en prime-time sur D17.
À la rentrée 2016, il rejoint L'Équipe, il fait tout d'abord partie de la bande de L'Équipe type, émission diffusée de 17h45 à 19h45 chaque jour de la semaine, puis en février 2017, il devient joker à la présentation de l'émission.
De la rentrée 2017 à l'été 2021, il rejoint la bande de L'Équipe d'Estelle tout en étant là aussi le joker d'Estelle Denis à la présentation.
En janvier 2021, sur L'Équipe, il anime la diffusion en direct des finales de conférence de la NFL, puis le Super Bowl LV le 7 février 2021.
À la rentrée 2021, il succède à Estelle Denis, partie sur RMC, à la présentation de L'Équipe d'Estelle qui change de nom à l'occasion, pour prendre son prénom en se renommant L'Équipe de Greg.
En février 2022, il anime la diffusion en direct des finales de conférence de la NFL, puis le Super Bowl LVI le 13/14 février 2022 sur L'Équipe.